# پروبلاسکو
پروبلاسکو (به اسپانیایی: Peroblasco) یک منطقهٔ مسکونی در اسپانیا است که در Munilla واقع شده‌است. پروبلاسکو ۱۲ نفر جمعیت دارد.